# Banks (Arkansas)
Pour les articles homonymes, voir Banks.
Banks est une municipalité du comté de Bradley, dans l'État de l'Arkansas aux États-Unis.

## Démographie
| 1910 | 1920 | 1930 | 1940 | 1950 | 1960 |
| ---- | ---- | ---- | ---- | ---- | ---- |
| 244  | 347  | 199  | 248  | 240  | 233  |

| 1970 | 1980 | 1990 | 2000 | 2010 | - |
| ---- | ---- | ---- | ---- | ---- | - |
| 189  | 216  | 88   | 120  | 124  | - |